# Кумсай (Кумсайський сільський округ)
Кумсай́ (каз. Құмсай) — село у складі Мугалжарського району Актюбінської області Казахстану. Адміністративний центр Кумсайського сільського округу.
Населення — 577 осіб (2021; 756 у 2009, 1069 у 1999, 1141 у 1989).